# Else Skouboe
Else Skouboe (19. december 1898 i Lemvig – 12. december 1950 på Frederiksberg) var en dansk skuespiller.
Hun blev uddannet på Det kongelige Teaters Elevskole i 1918 og debuterede i 1919 på Aarhus Teater.
Hun fik for alvor store teaterroller, da hun op gennem 1930'erne og 1940'erne blev knyttet til bl.a. Dagmarteatret, Det ny Teater og Det kongelige Teater. Nogle vil endnu huske Else Skouboe som Lady Teazle i Richard Brinsley Sheridans (1751-1816) Bagtalelsens Skole på Folketeatret i 1945.
Hun indspillede kun en enkelt talefilm, nemlig Tango fra 1933.
Hun blev den 3. december 1918 gift med skuespiller Hans W. Petersen med hvem hun fik to børn. Parret blev skilt i 1925. Hun giftede sig anden gang den 9. december 1933 med direktør Christian Ditlev Reventlow. Også dette ægteskab blev opløst.

## Hædersbevisninger
- 1936 Teaterpokalen
- 1940 Tagea Brandts Rejselegat